# Stollwerck

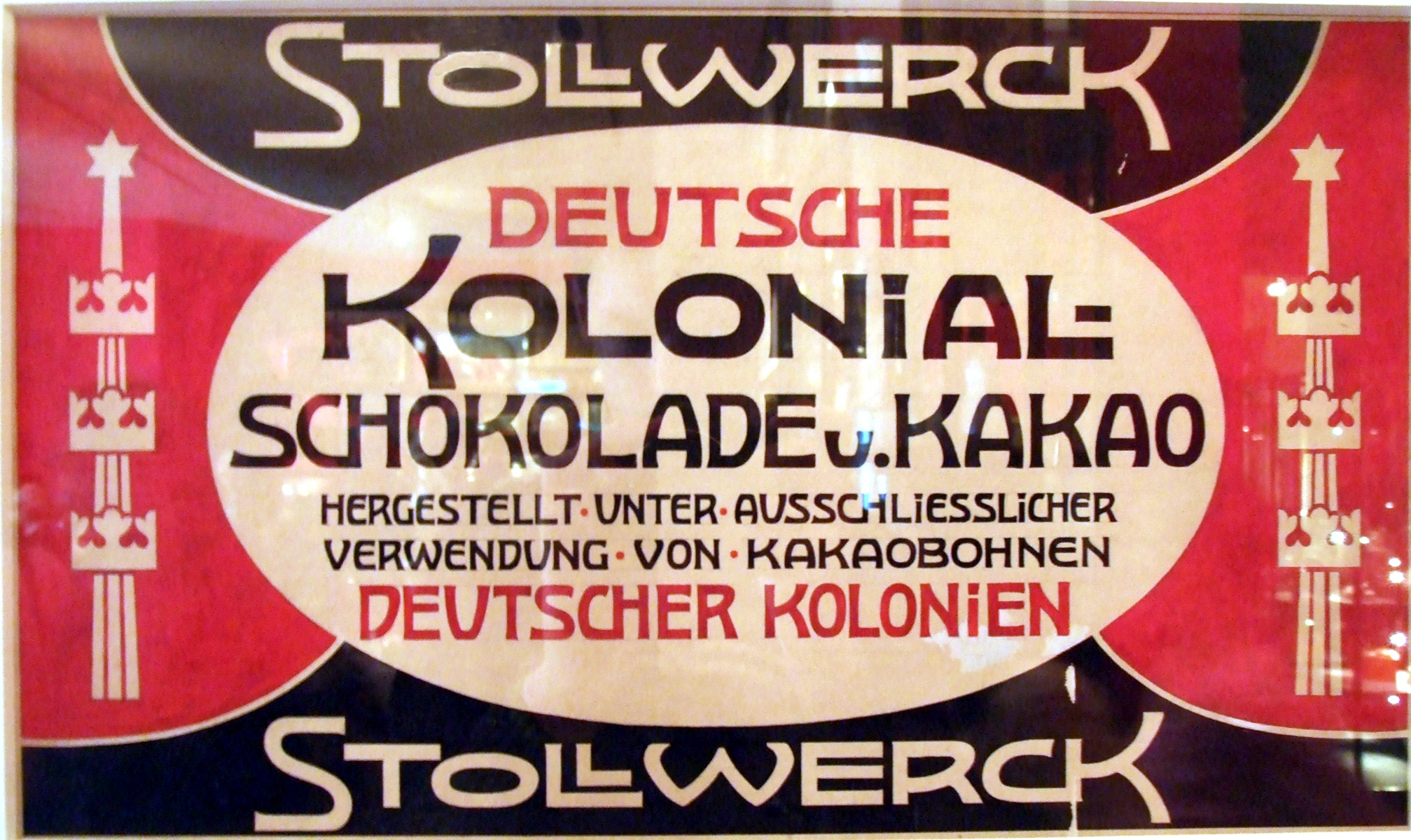
Una barra de chocolate Stollwerck de 1890

Stollwerck GmbH es un fabricante de chocolate alemán. Fue fundada en 1839 y se expandió internacionalmente en Europa y América, convirtiéndose en el segundo mayor productor de chocolate de Estados Unidos en 1900. Desde 2011 pertenece a la firma belga Baronie Group.

## Historia

### Desde los inicios hasta la Segunda Guerra Mundial

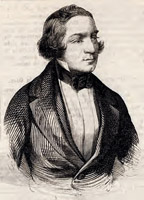
Franz Stollwerck

En 1839, el panadero Franz Stollwerck inició su actividad comercial en Colonia, Alemania. Se diversificó hacia el chocolate y otros dulces, teniendo particular éxito con las pastillas para la tos. Los farmacéuticos locales solicitaron que se le impidiera vender tales artículos medicinales en 1845, pero esto fue rechazado. Su negocio floreció en Alemania y también abrió dos cafeterías en Colonia. Uno de ellos se convirtió brevemente en un salón de música antes de convertirse en una fábrica de chocolate y dulces en la década de 1860. En 1871 sus hijos registraron una empresa independiente, Gebrüder Stollwerck (Hermanos Stollwerck), que se fusionó nuevamente con la empresa original en 1876, tras la muerte de Franz Stollwerck.

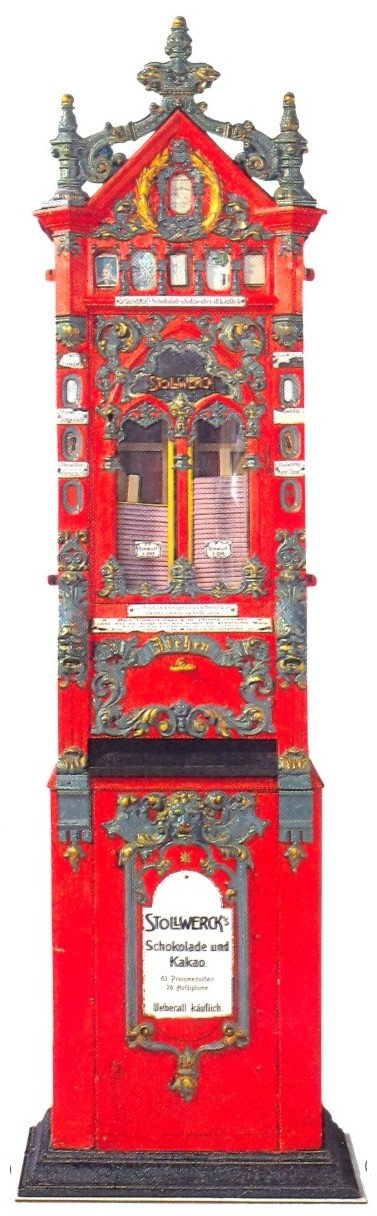
Máquina expendedora Stollwerck, 1887

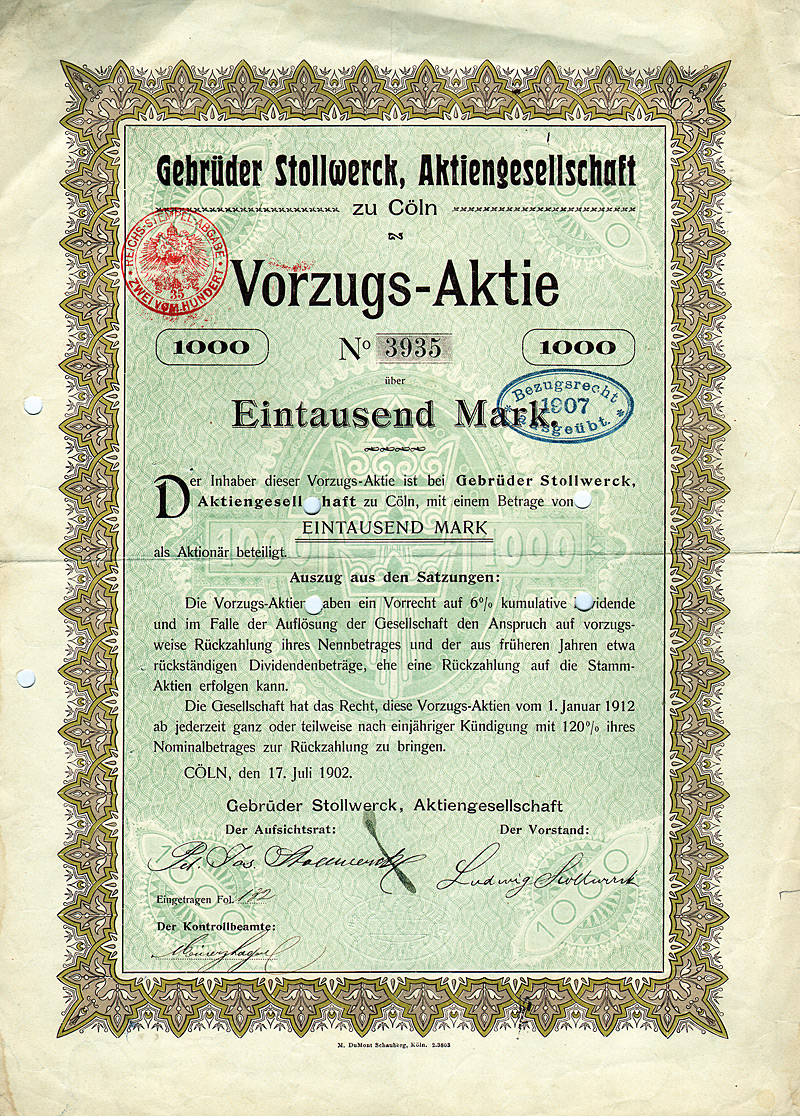
Participación preferente de Gebrüder Stollwerck AG, emitida el 17 de julio de 1902

Los cinco hijos de Stollwerck ampliaron el negocio hasta convertirlo en una corporación multinacional con plantas en Europa y América. El segundo más joven de los hermanos, Ludwig Stollwerck, contribuyó decisivamente a la introducción de nuevas tecnologías, incluidas las primeras máquinas expendedoras en 1887. Inicialmente se utilizaron para vender pequeñas muestras de chocolate, pero su popularidad inmediata significó que pronto se utilizaron para vender barras enteras.   En 1893, Stollwerck vendía su chocolate en 15.000 máquinas expendedoras. Creó empresas independientes en varios territorios para fabricar máquinas expendedoras para vender no sólo chocolate, sino también cigarrillos, fósforos, chicles y productos de jabón.  En 1890, sólo la fábrica de Colonia contaba con 1.500 empleados.
Stollwerck se centró en la exportación de sus productos. Se formaron filiales en Inglaterra, Bélgica y Austria-Hungría. En 1894, Stollwerck fundó Volkmann, Stollwerck & Company en Estados Unidos, en asociación con el empresario alemán John Volkmann, para producir máquinas expendedoras en su fábrica de Nueva York. A principios de la década de 1890 había más de 4.000 máquinas expendedoras en las estaciones de tren de Nueva York. También se convirtió en un fabricante líder de cinematógrafos . En 1902 la empresa salió a bolsa, pero la Primera Guerra Mundial detuvo la rápida expansión de Stollwerck.
En 1927, Karl Stollwerck construyó el mausoleo de Stollwerck cerca de Feldkirchen, Alta Baviera, una rara combinación de un sepulcro familiar utilizado también para servicios protestantes.
Las costosas adquisiciones y la recesión económica mundial de la Gran Depresión devastaron las finanzas de Stollwerck. Tuvo que ser rescatado por el banco Deutsche Bank en los años 1930, lo que marcó el fin de su propiedad familiar.
Durante la Segunda Guerra Mundial, el racionamiento de alimentos y la escasez de cacao redujeron drásticamente el mercado de la empresa.

### Desde el período posterior a la Segunda Guerra Mundial hasta la actualidad
Después de la Segunda Guerra Mundial, la empresa se quedó con fábricas dañadas y gran parte de su equipo de fabricación fue expropiado como reparaciones. Reinició la producción en 1949 y le fue moderadamente frente a la intensa competencia en las décadas de 1950 y 1960. Sus finanzas empeoraron hasta 1972, cuando Hans Imhoff compró la empresa  y la guio hacia un gran éxito como fabricante de chocolate con plantas en Alemania Occidental y en el extranjero, compitiendo directamente con marcas establecidas desde hace mucho tiempo como Sarotti .
Después de la reunificación de Alemania, Stollwerck invirtió rápidamente en la antigua Alemania del Este, comprando Thuringian Chocolate Factory GmbH en Saalfeld, fabricante de chocolate de la marca Rotstern y el mayor productor de chocolate de la República Democrática Alemana.
Stollwerck abrió una fábrica de chocolate en Székesfehérvár, Hungría en 1995 y se convirtió en líder del mercado. Logró un éxito similar en Polonia y Rusia.
En 1993 se inauguró el museo del chocolate Imhoff-Stollwerck en Rheinauhafen, Colonia, para exhibir artículos de la historia de Stollwerck y de la historia y ciencia de la elaboración del chocolate.
En 1998, Stollwerck adquirió Sarotti de Nestlé .
En 2001, Hans Imhoff se jubiló y Stollwerck vendió sus filiales de Europa del Este a Kraft Foods .
En 2002, Stollwerck fue vendido a Barry Callebaut AG, la empresa de chocolate más grande del mundo, que recompró sus acciones públicas y cesó la producción en la fábrica matriz en Colonia, dejando allí las funciones administrativas.

En 2011, Barry Callebaut vendió Stollwerck al grupo Baronie de Veurne, Bélgica .  En aquel momento, Stollwerck tenía cinco fábricas en Bélgica, Alemania y Suiza; empleaba a 1.700 personas y su producción anual rondaba las 100.000 toneladas de chocolate. 

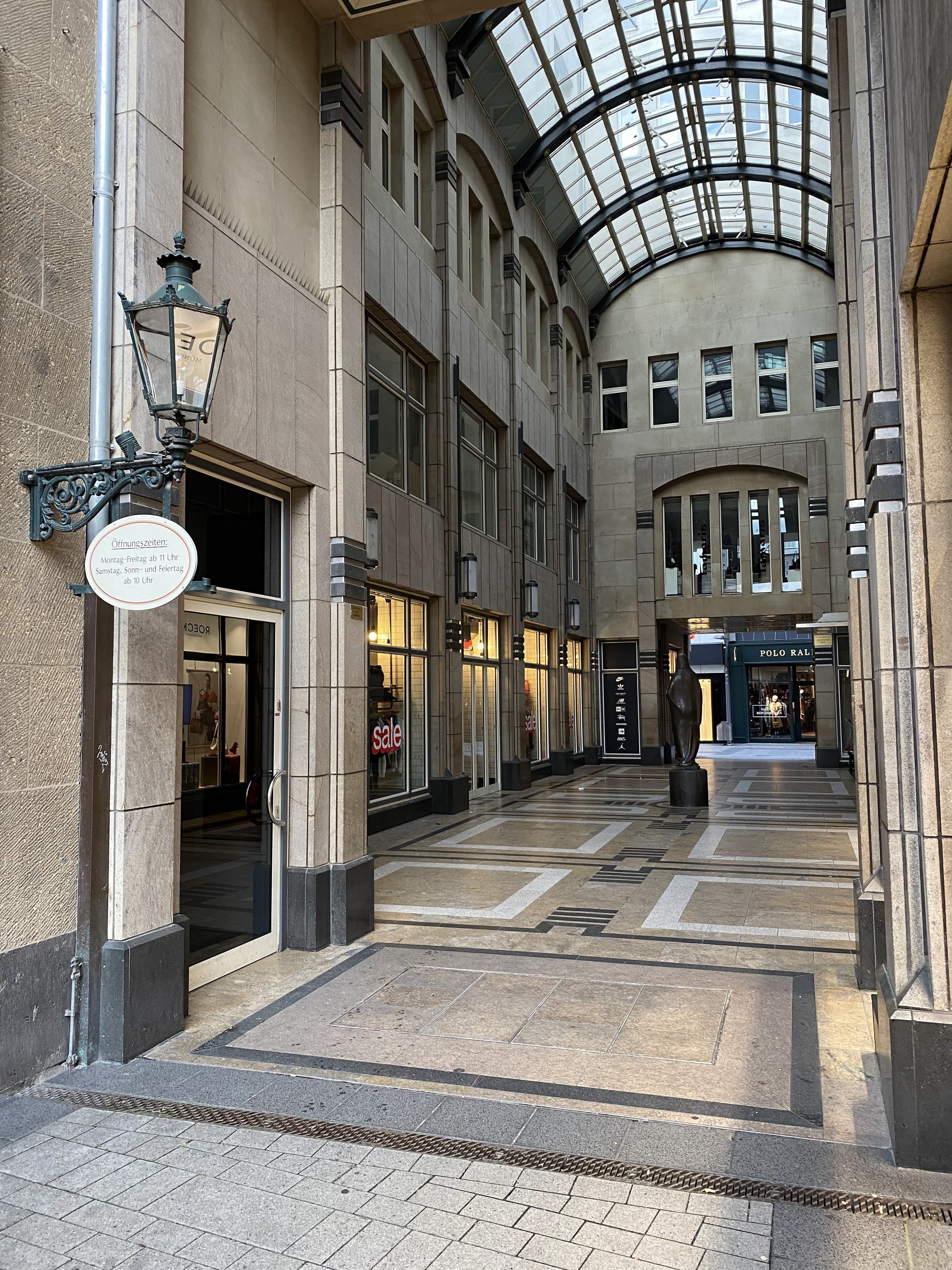
El Pasaje Stollwerck en Colonia, Alemania
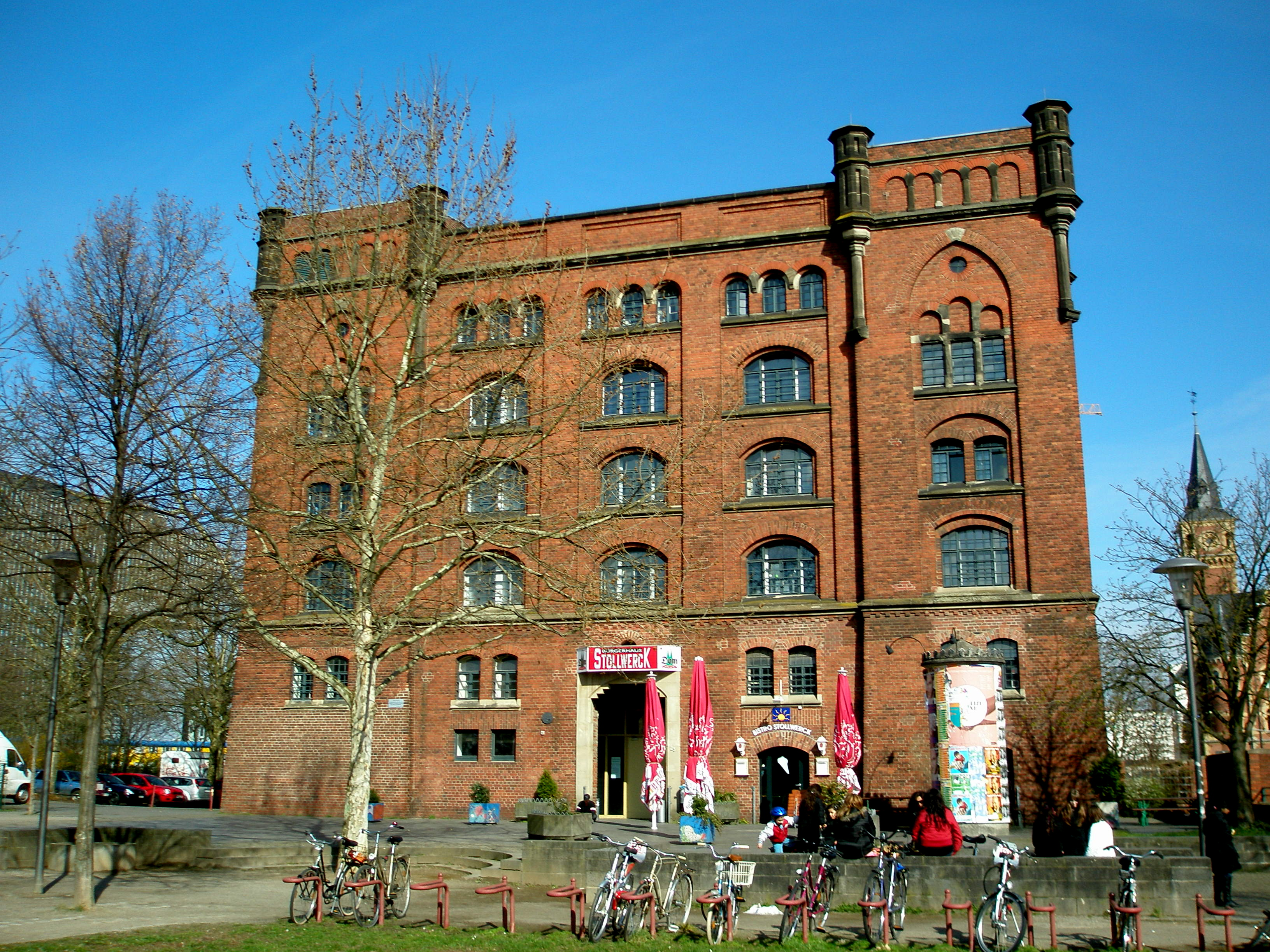
Centro cívico Stollwerck, Colonia
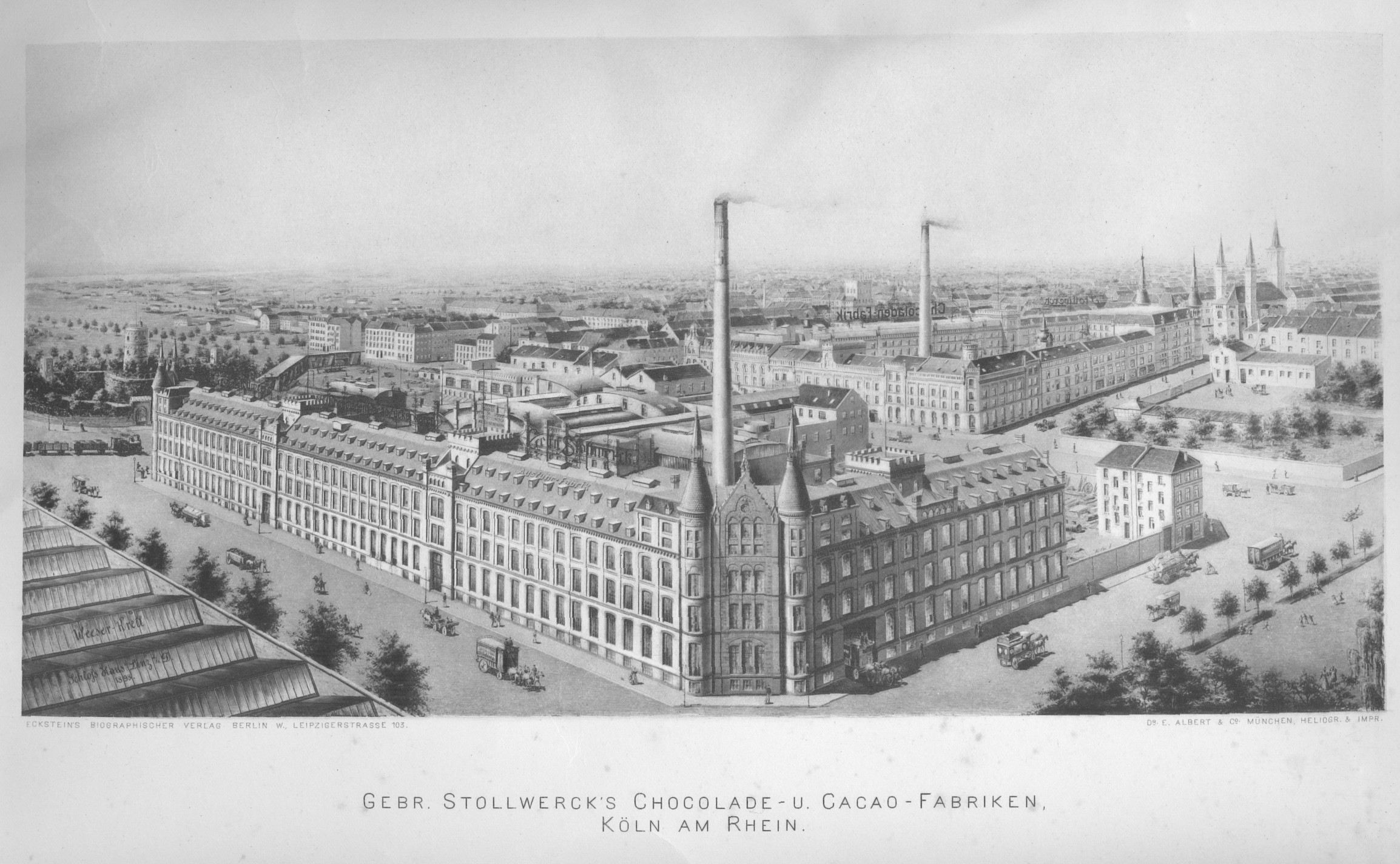
Fábrica en Colonia a orillas del Rin, 1898
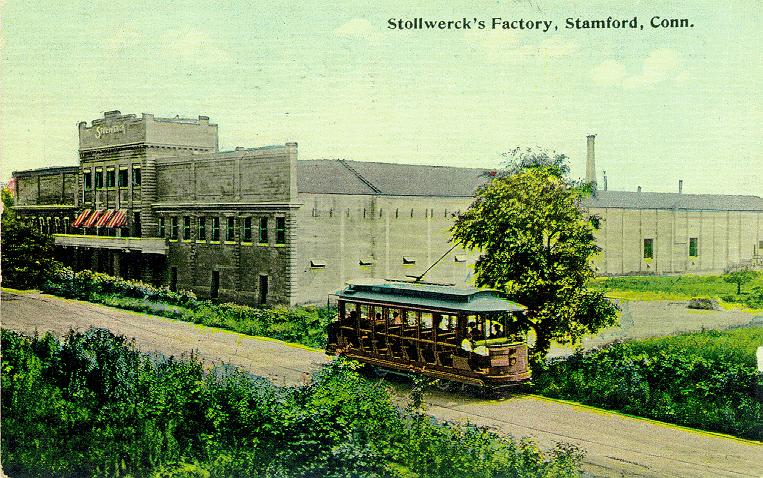
Fabrica de Stamford, Connecticut, 1907